# بال‌انگشتی راتیا
بال‌انگشتی راتیا (نام علمی: Raeticodactylus filisurensis) نام یک گونه از راسته خزندگان بال‌دار است.